# 曲水の宴

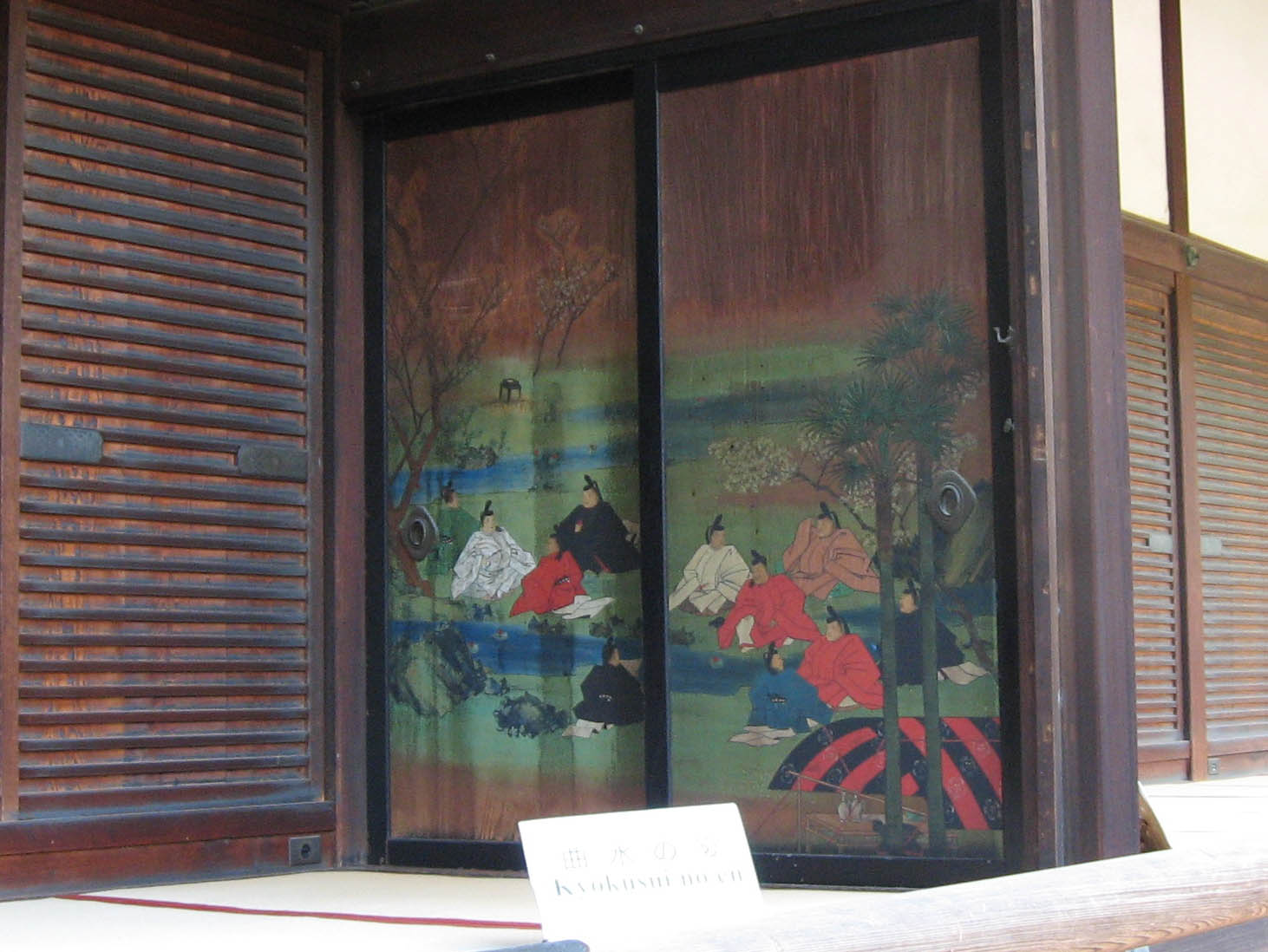
御常御殿の杉戸に描かれた曲水の宴（京都御所）

曲水の宴（きょくすいのうたげ（えん）、ごくすいのうたげ（えん））は、水の流れのある庭園などでその流れのふちに出席者が座り、流れてくる盃が自分の前を通り過ぎるまでに詩歌を読み、盃の酒を飲んで次へ流し、別堂でその詩歌を披講するという行事である。流觴（りゅうしょう）などとも称される。略して曲水、曲宴ともいう（『広辞苑』第2版）。
なお、「水上から流れてきた盃が自身の前を流れるまでに歌を詠む」とする解説が広く流布されているが、これは曲水の宴が行われなくなった室町時代の『公事根源』などの記述が発祥となったとみられており、平安時代の曲水の宴の様子を描いた記録を見てもこうした事実を裏付けるものはなく、事実ではなかったと考えられている。

## 起源・沿革

### 中国

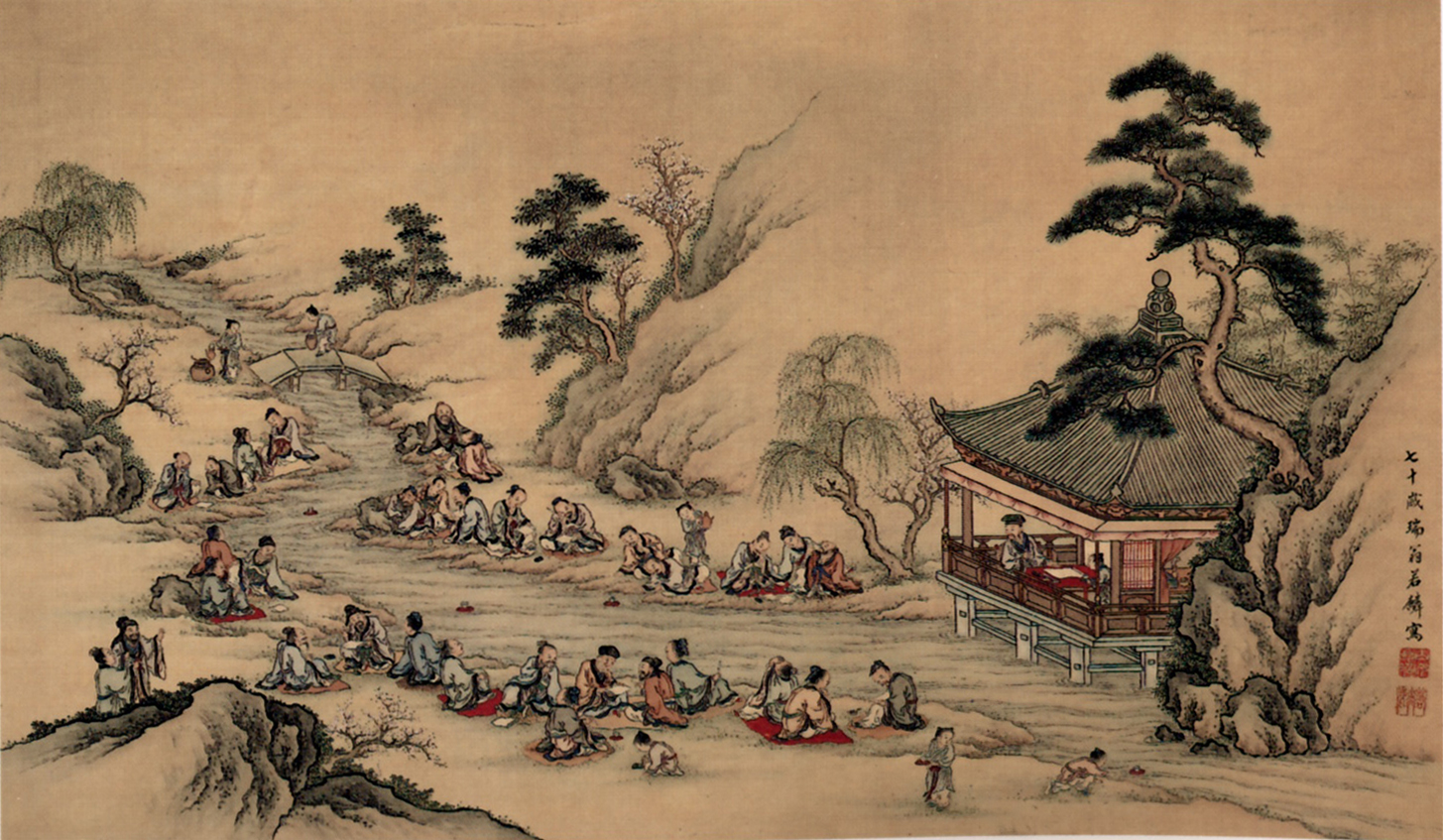
蘭亭曲水図

中国においては、古い時代から上巳に水辺で禊を行う風習があり、それが3月3日に禊とともに盃を水に流して宴を行う（流觴曲水＝盃を曲水に流す）ようになったとされる。古代、周公の時代に始まったとも秦の昭襄王の時代に始まったとも伝えられている。東晋の永和9年（353年）3月3日、書聖と称された王羲之が蘭亭で「曲水の宴」を催したが、その際に詠じられた漢詩集の序文草稿が王羲之の書『蘭亭序』である。
その後、一時的に行われなくなったものの、唐の時代になって朝儀ではなく、私宴の形式で再興されるようになった。

### 日本
日本では顕宗天皇元年（485年）3月に宮廷の儀式として行われたのが初見（『日本書紀』）。ただしこの記事から曲水の宴に関する記録は文武天皇5年（701年）まで途絶え、その間も行われていたかは不明。顕宗天皇の時代ならば曲水は中国では盛んに行われていて、日本にその風習が伝わっていても不自然ではない。しかし、中国では魏（220年-265年）以降「3日を用いて上巳を用いず」としており、顕宗天皇紀が依然として上巳を用いており、公式の記録も奈良時代まで飛んでいるため、或いは顕宗天皇紀の記事は編者による挿入かとも疑われる。
文武天皇以降史上に散見するようになり、奈良時代にはこれらの行事は3月3日が常例となり、奈良時代後半には盛んになった。主に宮廷の催しごと（主催者は天皇）として行われたが、『万葉集』には中納言大伴家持が自第で催した曲水宴を詠んだ「漢人（からひと）も筏（いかだ）浮かべて遊ぶてふ今日そ我が背子（せこ）花縵（はなかづら）せな」の歌が載せられ、詞書から天平勝宝2年（750年）3月3日のものと分かるので、その頃までには私的な遊びとして催されていたことも分かる。平城天皇の代に一時廃されたが（平城天皇は父母が亡くなった3月に宴を開くことを嫌ったからとされている）、嵯峨天皇がこれを再開し（宇多天皇とする説もある）、平安時代には宮廷や貴族の邸宅などでも行われるようになった。
摂関時代には内裏の公式行事として催されたが、『御堂関白記』には寛弘4年（1007年）藤原道長が主催したとする記事があり、『中右記』には寛治5年（1091年）藤原師通が主催したとする記事がある。
『天満宮安楽寺草創日記』によると、大宰府でも天徳2年（958年）3月3日に大宰大弐、小野好古が始めたとされるが、中世以降は断絶した。権勢を誇った藤原氏などは中国に倣って船を浮かべたりしたともいう。
東北地方でも多賀城や平泉の毛越寺に曲水の宴の跡が認められる。
また、福岡県久留米市でも、8世紀以前の曲水の宴の跡とされるものが発掘されており、筑紫君磐井が「天皇の命に従わず、礼無きことが多かった」と非難された理由の一つであるという見解もある。更には九州王朝が存在した証拠であるとする主張もある。

### 朝鮮

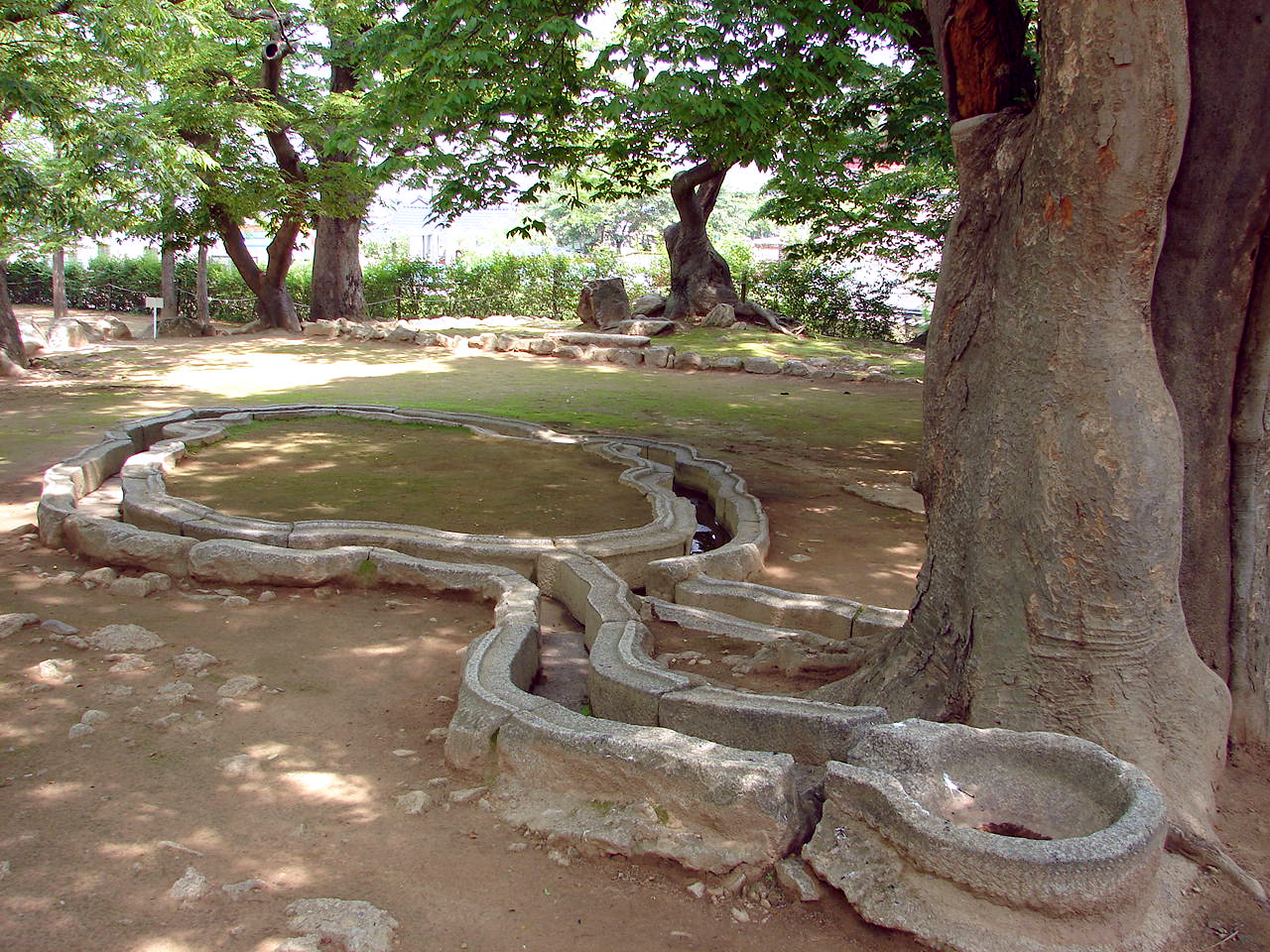
慶州の鮑石亭

曲水の宴は、古代朝鮮でも盛んであったが、李氏朝鮮では執り行なわれた記録は残っていない。このためかなり以前に廃れたものと思われる。慶州市の南4kmにある西南離宮・鮑石亭（Poseokjeong）は、「流觴曲水宴」が開かれた場所として知られ、鮑模様の石溝、曲粋渠（ゴッスゴ）が残っている。ここは927年に新羅第55代景哀王が宴会を開いている最中に後百済軍に攻め殺され、新羅が滅亡に向かうきっかけとなった場所である。

## 日本各地の曲水の宴

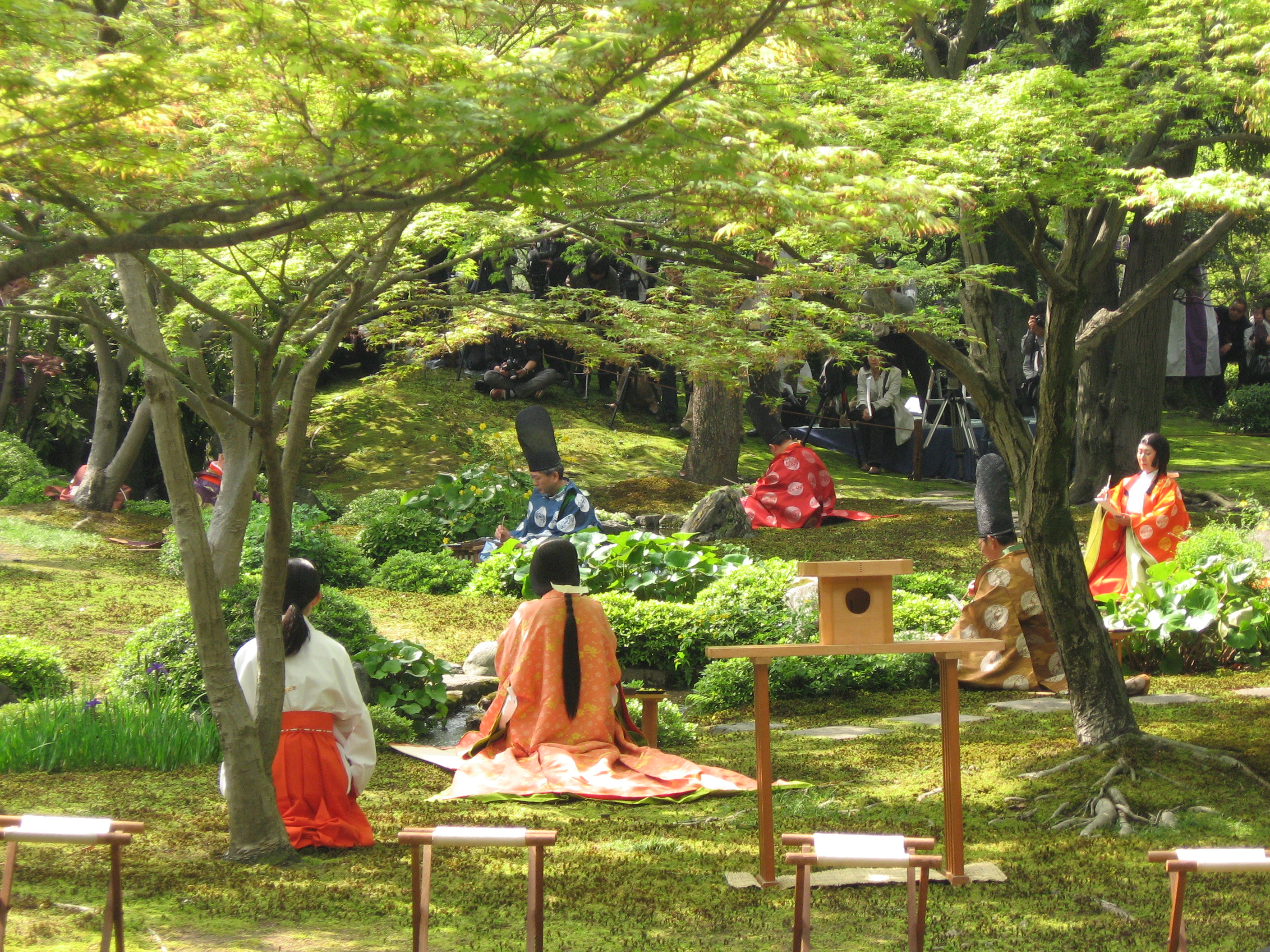
曲水の宴（城南宮）

現在行われている曲水の宴は、いずれも上記の故事に基づいて近代以降に復元ないしは始められたものである。
1963年に太宰府天満宮（福岡県）の曲水の宴が再興された。
賀茂別雷神社（京都府）の曲水の宴は、1960年、皇孫・浩宮徳仁親王の誕生を記念し再興されたが中断し、（1994年）、皇太子徳仁親王成婚・平安建都1200年・第41回式年遷宮の奉祝行事として復活したものである。 
毛越寺（岩手県）の曲水の宴は、1986年「大泉が池」の遣水の遺構が復元されたことを記念して開かれるようになったものである。
仙巌園（鹿児島県）では1959年に曲水の庭が発掘され、これは第21代薩摩藩主島津吉貴が1736年（元文元年）頃、中国浙江省紹興市蘭渚（らんしょ）にあった王羲之の別邸、蘭亭を意識して作庭したものといわれるが、1992年から曲水の宴を行うようになった。
- 3月第1日曜日:太宰府天満宮（福岡県太宰府市）「曲水の宴」
- 3月第1日曜日:赤間神宮（山口県下関市）「平家雛流し神事 曲水の宴」
- 3月上旬:男山株式会社（北海道旭川市）「七夕と曲水の宴」
- 3月上旬:北野天満宮（京都府京都市上京区）「菅公顕彰 和漢朗詠 春の曲水の宴」
- 4月上旬:生田神社（兵庫県神戸市中央区）「曲水の宴」
- 4月第1日曜日:仙巌園（鹿児島県鹿児島市）「曲水の宴」
- 4月第2日曜日:賀茂別雷神社（京都府京都市北区）「賀茂曲水宴」
- 4月第3日曜日:各願寺（富山県富山市）「ふちゅう曲水の宴」
- 4月1日:衆楽園（岡山県津山市）「曲水の宴俳句会」
- 4月29日:城南宮（京都府京都市伏見区）「城南宮曲水の宴・春」
- 5月上旬:北山緑化植物園（兵庫県西宮市）「西宮蘭亭曲水の宴」
- 5月第1土曜日：代継宮（熊本県熊本市北区）「曲水の宴」
- 5月第4日曜日:毛越寺（岩手県平泉町）「曲水の宴」
- 6月上旬:養寿院（埼玉県川越市）「曲水の宴」
- 10月第3土・日曜日:万葉の森公園（静岡県浜松市浜名区）「浜北万葉まつり曲水の宴」
- 10月上旬:一乗谷朝倉氏遺跡博物館（福井県福井市）「越前朝倉曲水の宴」
- 11月上旬:北野天満宮「菅公顕彰 和漢朗詠 秋の曲水の宴」
- 11月3日:城南宮「城南宮曲水の宴・秋」